# Jens Fox-stenen
Jens Fox-stenen er navnet på et mindesmærke fra senmiddelalderen i Gundsømagle nord for Roskilde. Stenen, der er dateret 1572, står nu i diget lige syd for kirkegårdsmuren omkring Gundsømagle Kirke på nordsiden af bygaden. 
Stenen bærer indskriften G.A.D.E IENS FOX MD (bomærke) LXXII på en marksten med afglattet forside. 
Stenen måler ca. 1 x 0,7 m.
Ca. 30 meter mod øst ligger desuden Jens Fox Vej.
Tycho Brahe bortfæstede i 1585 Gundsøgård til kgl. enspænder (kusk) Jens Fox (Fuchs), som også fra 1564 havde fæstet Værebro og kronens ålekister i Gundsømagle Sø. Gården nedbrændte i slutningen af 1500-tallet og blev ikke genopbygget. Det er således en anden Gundsøgård, der i dag ligger i byens sydvestlige udkant.